# Cryphula parallelogramma
Cryphula parallelogramma är en insektsart som beskrevs av Carl Stål 1874. Cryphula parallelogramma ingår i släktet Cryphula och familjen Rhyparochromidae. Inga underarter finns listade i Catalogue of Life.